# Teleutaea striata
Teleutaea striata är en stekelart som först beskrevs av Johann Ludwig Christian Gravenhorst 1829.  Teleutaea striata ingår i släktet Teleutaea och familjen brokparasitsteklar. Arten är reproducerande i Sverige. Inga underarter finns listade i Catalogue of Life.